# Чрезвычайная специальная сессия Генеральной Ассамблеи ООН по Украине
Чрезвычайная специальная сессия Генеральной Ассамблеи ООН по Украине или 11-я чрезвычайная специальная сессия ГА ООН — чрезвычайная специальная сессия ГА ООН, созванная 28 февраля 2022 года, согласно резолюции СБ ООН № 2623 для передачи решения по ситуации на Украине в пользу сессии ГА ООН.
Итогом первого пленарного заседания была Резолюция Генеральной Ассамблеи ООН ES-11/1, принятая 2 марта 2022 года. На 9-м пленарном заседании 24 марта 2022 года была принята Резолюция Генеральной Ассамблеи ООН ES-11/2. 7 апреля была принята Резолюция ES-11/3, которая приостановила членство Российской Федерации в Совете ООН по правам человека. 12 октября была принята Резолюция ES-11/4, осудившая проведённые Россией референдумы на оккупированных территориях и их аннексию.

## Контекст
Чрезвычайная специальная сессия — внеплановое заседание Генеральной Ассамблеи ООН для принятия срочных, но необязательных решений или рекомендаций по тому или иному вопросу. Чрезвычайные специальные сессии проводятся редко: за всю историю Организации Объединённых Наций они созывались всего одиннадцать раз.
Механизм чрезвычайной специальной сессии был создан в 1950 г. Генеральной Ассамблеей с принятием её резолюции «Единство в пользу мира», которая внесла необходимые изменения в Регламент Ассамблеи. В резолюции также говорилось, что:

… если Совет Безопасности в результате разногласия постоянных членов, оказывается не в состоянии выполнить свою главную обязанность по поддержанию международного мира и безопасности во всех случаях, когда имеются основания усматривать угрозу миру, нарушение мира или акт агрессии, Генеральная Ассамблея немедленно рассматривает этот вопрос с целью сделать членам Организации необходимые рекомендации относительно коллективных мер, включая — в случае нарушения мира или акта агрессии ― применение, когда это необходимо, вооружённых сил для поддержания или восстановления международного мира и безопасности. В период между сессиями Генеральная Ассамблея может собраться на чрезвычайную специальную сессию, созываемую в течение двадцати четырёх часов со времени поступления требования о таком созыве. Такая чрезвычайная специальная сессия созывается по требованию Совета Безопасности, поддержанному голосами семи любых членов Совета, или по требованию большинства членов Организации Объединённых Наций…

Эти условия считались выполненными после того, как 25 февраля Российская Федерация применила свое право вето в Совете Безопасности ООН для отклонения проекта резолюции S/2022/155, осуждающей вторжение и призывающей к выводу российских войск.

## Созыв
Албания вместе с США выступила соавтором резолюции в Совете Безопасности ООН о созыве чрезвычайной сессии Генеральной Ассамблеи по поводу вторжения на Украину. 27 февраля 2022 года Совет Безопасности ООН принял резолюцию 2623 (2022), призывающую к созыву чрезвычайной специальной сессии для рассмотрения вопроса о российском вторжении на Украину. Одиннадцать членов Совета Безопасности проголосовали за, Россия проголосовала против, а Китай, Индия и Объединённые Арабские Эмираты воздержались. Резолюция была принята, несмотря на то, что Россия проголосовала против, поскольку постоянные члены Совета Безопасности не имеют права вето по процедурным вопросам, таким как голосование о созыве чрезвычайной специальной сессии.
До принятия резолюции 2623 резолюция «Единство в пользу мира» применялась для созыва чрезвычайных сессий Генеральной Ассамблеи 12 раз: семь раз Советом Безопасности и пять раз Генеральной Ассамблеей.
| За (11) | Против (1)           | Воздержались (3)                            |
| --- | -------------------- | ------------------------------------------- |
| Албания, Бразилия, Великобритания, Габон, Гана, Ирландия, Кения, Мексика, Норвегия, Соединённые Штаты Америки, Франция        | Российская Федерация | Индия, Китай, Объединённые Арабские Эмираты |
| Результат: Принята |                      |                                             |
| Постоянные члены Совета Безопасности выделены жирным. Источник: United Nations Meetings Coverage and Press Releases: SC/14809 |                      |                                             |

## Ход сессии

Голосование по резолюции ES-11/1
За: 141
Против: 5
Воздержались: 35
Отсутствовали: 12
Не члены

### 28 февраля — 2 марта
В начале специальной сессии 28 февраля 2022 года Председатель Генеральной Ассамблеи Абдулла Шахид из Мальдивской Республики призвал делегации соблюдать минуту молчания.
Россия защищала вторжение в Украину и обвинила в насилии украинское правительство. Представитель Украины в ООН Сергей Кислица осудил действия России как «военные преступления» и назвал решение Путина о повышении ядерной готовности «безумием». Он предупредил: «Если Украина не выживет, международный мир не выживет. Если Украина не выживет, Организация Объединённых Наций не выживет… Украина не выживет, не надо будет удивляться, что терпит поражение демократия».
Около сотни делегаций обратились с просьбами выступить перед ассамблеей. 2 марта собрание приняло — 141 голосом против 5 при 35 воздержавшихся — резолюцию, не имеющую обязательной силы, подтверждающую приверженность суверенитету, независимости, единству и территориальной целостности Украины, осуждающую российскую агрессию и причастность к этому Беларуси, требуя немедленного, полного и безоговорочного вывода всех российских вооружённых сил с территории Украины. Оно также постановило временно отложить чрезвычайную специальную сессию, уполномочив Председателя Генеральной Ассамблеи возобновить её заседания по запросу государств-членов.
| Голос                                    | Число | Государства | Процент голосов | Процент членов |
| ---------------------------------------- | ----- | --- | --------------- | -------------- |
| За                                       | 141   | Австралия, Австрия, Албания, Андорра, Антигуа и Барбуда, Аргентина, Афганистан, Багамы, Барбадос, Бахрейн, Белиз, Бельгия, Бенин, Болгария, Босния и Герцеговина, Ботсвана, Бразилия, Бруней, Бутан, Вануату, Великобритания, Венгрия, Восточный Тимор, Габон, Гаити, Гайана, Гамбия, Гана, Гватемала, Германия, Гондурас, Гренада, Греция, Грузия, Дания, Демократическая Республика Конго, Джибути, Доминика, Доминиканская Республика, Египет, Израиль, Индонезия, Иордания, Ирландия, Исландия, Испания, Италия, Йемен, Замбия, Кабо-Верде, Камбоджа, Канада, Катар, Кения, Кипр, Кирибати, Колумбия, Коморы, Коста-Рика, Кот-д'Ивуар, Кувейт, Латвия, Лесото, Либерия, Ливан, Ливия, Литва, Лихтенштейн, Люксембург, Маврикий, Мавритания, Малави, Малайзия, Мальдивы, Мальта, Маршалловы острова, Мексика, Микронезия, Молдавия, Монако, Мьянма, Науру, Непал, Нигер, Нигерия, Нидерланды, Новая Зеландия, Норвегия, Объединённые Арабские Эмираты, Оман, Палау, Панама, Папуа — Новая Гвинея, Парагвай, Перу, Польша, Португалия, Республика Корея, Руанда, Румыния, Самоа, Сан-Марино, Сан-Томе и Принсипи, Саудовская Аравия, Северная Македония, Сейшелы, Сент-Винсент и Гренадины, Сент-Китс и Невис, Сент-Люсия, Сербия, Сингапур, Словакия, Словения, Соединённые Штаты Америки, Соломоновы острова, Сомали, Суринам, Сьерра-Леоне, Таиланд, Тонга, Тринидад и Тобаго, Тувалу, Тунис, Турция, Украина, Уругвай, Фиджи, Филиппины, Финляндия, Франция, Хорватия, Чад, Черногория, Чехия, Чили, Швейцария, Швеция, Эквадор, Эстония, Ямайка, Япония | 96,58 %         | 73,06 %        |
| Против                                   | 5     | Белоруссия, Корейская Народно-Демократическая Республика, Российская Федерация, Сирия, Эритрея | 3,42 %          | 2,59 %         |
| Воздержались                             | 35    | Алжир, Ангола, Армения, Бангладеш, Боливия, Бурунди, Вьетнам, Зимбабве, Индия, Ирак, Иран, Казахстан, Кыргызстан, Китай, Куба, Лаос, Мадагаскар, Мали, Мозамбик, Монголия, Намибия, Никарагуа, Пакистан, Республика Конго, Сальвадор, Сенегал, Судан, Таджикистан, Танзания, Уганда, Центральноафриканская Республика, Шри-Ланка, Экваториальная Гвинея, Южно-Африканская Республика, Южный Судан | -               | 18,13 %        |
| Отсутствовали                            | 12    | Азербайджан, Буркина-Фасо, Венесуэла, Гвинея, Гвинея-Бисау, Камерун, Марокко, Того, Туркмения, Узбекистан, Эсватини, Эфиопия | -               | 6,18 %         |
| Всего                                    | 193   | - | 100 %           | 100 %          |
| Источник: A/RES/ES-11/1 voting record 1. |       | |                 |                |

### 23-24 марта

Голосование по резолюции ES-11/2
За: 140
Против: 5
Воздержались: 38
Отсутствовали: 10
Не члены

23 марта заседание было продолжено и внесены ещё две конкурирующие резолюции. Украина представила резолюцию «Гуманитарные последствия агрессии против Украины» (A/ES-11/L.2), а Южная Африка — резолюцию «Гуманитарная ситуация, вытекающая из конфликта в Украине» (A/ES-11/L.3). 24 марта резолюция A/ES-11/L.2 получила 140 голосов против 5 при 38 воздержавшихся.
Резолюция ES-11/2 подтвердила существующие обязательства государств-членов по Уставу Организации Объединённых Наций и повторила требование Генеральной Ассамблеи о том, чтобы Россия ушла с признанной суверенной территории Украины; она также выразила сожаление и серьёзную обеспокоенность и осудила нападения на гражданское население и объекты инфраструктуры. Были согласованы четырнадцать принципов. Вкратце, принципы требовали полного выполнения резолюции ES-11/1, немедленного прекращения боевых действий Российской Федерацией против Украины, полной защиты гражданских лиц, включая гуманитарный персонал, журналистов и лиц, находящихся в уязвимом положении, и поощряли «продолжение переговоров».
| Голос                                  | Число | Государства | Процент голосов | Процент членов |
| -------------------------------------- | ----- | --- | --------------- | -------------- |
| За                                     | 140   | Австралия, Австрия, Албания, Андорра, Антигуа и Барбуда, Аргентина, Афганистан, Багамы, Бангладеш, Барбадос, Бахрейн, Белиз, Бельгия, Бенин, Болгария, Босния и Герцеговина, Бразилия, Бутан, Вануату, Великобритания, Венгрия, Восточный Тимор, Габон, Гаити, Гайана, Гамбия, Гана, Гватемала, Германия, Гондурас, Гренада, Греция, Грузия, Дания, Демократическая Республика Конго, Джибути, Доминиканская Республика, Египет, Израиль, Индонезия, Иордания, Ирак, Ирландия, Исландия, Испания, Италия, Йемен, Замбия, Кабо-Верде, Камбоджа, Канада, Катар, Кения, Кипр, Кирибати, Колумбия, Коста-Рика, Кот-д'Ивуар, Кувейт, Латвия, Лесото, Либерия, Ливан, Ливия, Литва, Лихтенштейн, Люксембург, Маврикий, Мавритания, Малави, Малайзия, Мальдивы, Мальта, Маршалловы острова, Мексика, Микронезия, Молдавия, Монако, Мьянма, Науру, Непал, Нигер, Нигерия, Нидерланды, Новая Зеландия, Норвегия, Объединённые Арабские Эмираты, Оман, Палау, Панама, Папуа — Новая Гвинея, Парагвай, Перу, Польша, Португалия, Республика Корея, Руанда, Румыния, Самоа, Сан-Марино, Сан-Томе и Принсипи, Саудовская Аравия, Северная Македония, Сейшелы, Сенегал, Сент-Винсент и Гренадины, Сент-Китс и Невис, Сент-Люсия, Сербия, Сингапур, Словакия, Словения, Соединённые Штаты Америки, Соломоновы острова, Суринам, Сьерра-Леоне, Таиланд, Тонга, Тринидад и Тобаго, Тувалу, Тунис, Турция, Украина, Уругвай, Фиджи, Филиппины, Финляндия, Франция, Хорватия, Чад, Черногория, Чехия, Чили, Швейцария, Швеция, Эквадор, Эстония, Южный Судан, Ямайка, Япония | 96,55 %         | 72,53 %        |
| Против                                 | 5     | Белоруссия, Корейская Народно-Демократическая Республика, Российская Федерация, Сирия, Эритрея | 3,45 %          | 2,59 %         |
| Воздержались                           | 38    | Алжир, Ангола, Армения, Боливия, Ботсвана, Бруней, Бурунди, Вьетнам, Гвинея-Бисау, Зимбабве, Индия, Иран, Казахстан, Кыргызстан, Китай, Куба, Лаос, Мадагаскар, Мали, Мозамбик, Монголия, Намибия, Никарагуа, Пакистан, Республика Конго, Сальвадор, Судан, Таджикистан, Танзания, Того, Уганда, Узбекистан, Центральноафриканская Республика, Шри-Ланка, Экваториальная Гвинея, Эсватини, Эфиопия, Южно-Африканская Республика | -               | 19,68 %        |
| Отсутствовали                          | 10    | Азербайджан, Буркина-Фасо, Венесуэла, Гвинея, Доминика, Камерун, Коморы, Марокко, Сомали, Туркмения | -               | 5,18 %         |
| Всего                                  | 193   | - | 100 %           | 100 %          |
| Source: A/RES/ES-11/2 voting record 1. |       | |                 |                |

### 7 апреля

Голосование по резолюции ES-11/3
За: 93
Против: 24
Воздержались: 58
Отсутствовали: 18
Не члены

Чрезвычайная специальная сессия была вновь созвана 7 апреля для обсуждения резолюции, соавторами которой выступили 53 делегации, о приостановлении членства России в Совете по правам человека Организации Объединённых Наций в связи с сообщениями о «нарушениях и ущемлениях прав человека и нарушениях международного гуманитарного права со стороны Российской Федерации, включая грубые и систематические нарушения и ущемления прав человека».
Представляя проект резолюции, Постоянный представитель Украины Сергей Кислица напомнил Ассамблее о неспособности ООН принять решительные меры для предотвращения геноцида в Руанде в 1994 году, трагедии, которую ООН ежегодно отмечает 7 апреля. Он провел параллель между присутствием Руанды в качестве непостоянного члена Совета Безопасности в то время и постоянным местом России в Совете Безопасности: первое позволило «геноцидному режиму» Руанды влиять на других членов своим взглядом на ситуацию, а второе позволило России «практически ежедневно распространять ложь». По его словам, те делегации, которые планируют воздержаться при голосовании, проявят такое же безразличие, которое не смогло предотвратить геноцид в Руанде.
В ответ Геннадий Кузьмин, заместитель постоянного представителя России по вопросам прав человека, осудил проект как попытку Соединённых Штатов Америки сохранить свое доминирующее положение и осуществить колониализм в области прав человека, и предупредил, что исключение его страны из Совета по правам человека может создать опасный прецедент. Касаясь обвинений в злоупотреблениях, выдвинутых против российских военных, он сказал, что они основаны на «инсценированных событиях и широко распространенных фейках».
Резолюция была принята 93 голосами против 24 при 58 воздержавшихся. Это был лишь второй случай, когда членство государства в Совете было приостановлено, после случая с Ливией в 2011 году во время свержения Муаммара Каддафи. Выступая после заседания, Кузьмин назвал резолюцию «нелегитимным и политически мотивированным шагом» и заявил, что Россия уже вышла из Совета до голосования Генеральной Ассамблеи.
| Голос                                    | Число | Государства | Процент голосов | Процент государств-членов |
| ---------------------------------------- | ----- | --- | --------------- | ------------------------- |
| За                                       | 93    | Австралия, Австрия, Албания, Андорра, Антигуа и Барбуда, Аргентина, Багамы, Бельгия, Болгария, Босния и Герцеговина, Великобритания, Венгрия, Восточный Тимор, Гаити, Гватемала, Германия, Гондурас, Гренада, Греция, Грузия, Дания, Демократическая Республика Конго, Доминика, Доминиканская Республика, Израиль, Ирландия, Исландия, Испания, Италия, Канада, Кипр, Кирибати, Колумбия, Коморы, Коста-Рика, Кот-д'Ивуар, Латвия, Либерия, Ливия, Литва, Лихтенштейн, Люксембург, Маврикий, Малави, Мальта, Маршалловы острова, Микронезия, Молдавия, Монако, Мьянма, Науру, Нидерланды, Новая Зеландия, Норвегия, Палау, Панама, Папуа — Новая Гвинея, Парагвай, Перу, Польша, Португалия, Республика Корея, Румыния, Самоа, Сан-Марино, Северная Македония, Сейшелы, Сент-Люсия, Сербия, Словакия, Словения, Соединённые Штаты Америки, Сьерра-Леоне, Тонга, Тувалу, Турция, Украина, Уругвай, Фиджи, Филиппины, Финляндия, Франция, Хорватия, Чад, Черногория, Чехия, Чили, Швейцария, Швеция, Эквадор, Эстония, Ямайка, Япония | 79,49 %         | 48,19 %                   |
| Против                                   | 24    | Алжир, Белоруссия, Боливия, Бурунди, Вьетнам, Габон, Зимбабве, Иран, Казахстан, Кыргызстан, Китай, Конго, Корейская Народно-Демократическая Республика, Куба, Лаос, Мали, Никарагуа, Российская Федерация, Сирия, Таджикистан, Узбекистан, Центральноафриканская Республика, Эритрея, Эфиопия | 20,51 %         | 12,44 %                   |
| Воздержались                             | 58    | Ангола, Бангладеш, Барбадос, Бахрейн, Белиз, Ботсвана, Бразилия, Бруней, Бутан, Вануату, Гайана, Гамбия, Гана, Гвинея-Бисау, Египет, Индия, Индонезия, Иордания, Ирак, Йемен, Кабо-Верде, Камбоджа, Камерун, Катар, Кения, Кувейт, Лесото, Мадагаскар, Малайзия, Мальдивы, Мексика, Мозамбик, Монголия, Намибия, Непал, Нигер, Нигерия, Объединённые Арабские Эмираты, Оман, Пакистан, Сальвадор, Саудовская Аравия, Сенегал, Сент-Винсент и Гренадины, Сент-Китс и Невис, Сингапур, Судан, Суринам, Таиланд, Танзания, Того, Тринидад и Тобаго, Тунис, Уганда, Шри-Ланка, Эсватини, Южно-Африканская Республика, Южный Судан | -               | 30,05 %                   |
| Отсутствовали                            | 18    | Азербайджан, Армения, Афганистан, Бенин, Буркина-Фасо, Венесуэла, Гвинея, Джибути, Замбия, Ливан, Мавритания, Марокко, Руанда, Сан-Томе и Принсипи, Соломоновы острова, Сомали, Туркмения, Экваториальная Гвинея | -               | 9,33 %                    |
| Всего                                    | 193   | - | 100 %           | 100 %                     |
| Источник: A/RES/ES-11/3 voting record 1. |       | |                 |                           |

### 10 и 12 октября

Голосование по резолюции ES-11/4
За: 143
Против: 5
Воздержались: 35
Отсутствовали: 10
Не члены

Чрезвычайная специальная сессия возобновилась 10 октября по просьбе представителей Албании и Украины. Поводом стали проведение Россией референдумов на оккупированных территориях Украины 23-27 сентября 2022 года и последовавшее решение об аннексии четырёх областей Украины 30 сентября — 4 октября 2022 года. На заседании был представлен проект резолюции «Территориальная целостность Украины: соблюдение принципов Устава Организации Объединённых Наций» (ES-11/L.5), соавторами которого были 44 делегации.
Представляя проект резолюции, представитель Украины Сергей Кислица обвинил Россию в нарушении пункта 4 статьи 2 Устава ООН и заявил, что референдумы в четырёх областях Украины несут угрозу существованию ООН. В ответном выступлении, представитель России Василий Небензя обвинил НАТО в эскалации конфликта и сокрытии преступлений.
На заседании 12 октября обсуждение проекта продолжилось. Представитель Чехии сказал, что организация «фиктивных голосований посреди войны» явилась очередным доказательством угроз и нарушений прав, с которыми сталкиваются украинские граждане. Представитель Папуа — Новой Гвинеи выразил тревогу в связи с угрозами ядерной войны со стороны России и поднял вопрос, заслуживает ли Россия место в Совете Безопасности. Представитель России настаивал, что референдумы в четырёх областях Украины были легитимными и что их население проголосовало против их возвращения Украине.
Всего в прениях выступили около 80 ораторов. В тот же день Резолюция ES-11/4, осуждающая действия России по проведению референдумов и аннексии территории Украины, была принята при 143 голосах за, 5 против и 35 воздержавшихся.

### 14 ноября
По просьбе представителей Гватемалы, Канады, Нидерландов и Украины, 11-я чрезвычайная сессия возобновила работу 14 ноября. На голосование был вынесен предложенный 46-ю странами проект резолюции по созданию международного механизма, который обеспечит возмещение Украине ущерба, нанесённого Россией.
В ходе прений представитель Украины обвинил Россию в разрушении Украины. Представитель Албании объяснил, что произошла агрессия, нанесён обширный ущерб, и его необходимо зарегистрировать для дальнейших репараций. Представитель России заявил, что авторы резолюции хотят использовать замороженные российские активы для финансирования поставок оружия Киеву.
По итогам голосования резолюция ES-11/5 была принята при поддержке 94 стран, против проголосовали 14 делегаций, и 73 государства воздержались.

### 22-23 февраля 2023 года
По просьбе представителей 11 стран и главы делегации Европейского союза, 11-я чрезвычайная сессия возобновила работу 22 февраля 2023 года. На голосование был вынесен предложенный 57-ю странами проект резолюции о необходимости скорейшего достижения мира на Украине в соответствии с принципами Устава ООН. Поводом была приближающаяся годовщина с начала боевых действий между Россией и Украиной.
Открывая пленарное заседание, Президент ГА ООН Чаба Кёрёши заявил, что за прошедший год война унесла жизни тысяч солдат и мирных жителей, 6 миллионов украинцев бежали в другие регионы Украины, 8 миллионов беженцев покинули страну. Целенаправленное уничтожение гражданской инфраструктуры, совершаемое в нарушение международного гуманитарного права, оставило миллионы украинцев без электроэнергии, воды и отопления посреди зимы. Кёрёши подчеркнул, что ни агрессия, ни вторжение на территорию соседа и ни аннексия его территории не законны. Эти события вызвали глобальный энергетический кризис, инфляцию и продовольственный кризис.
Генеральный секретарь ООН Антониу Гутерриш напоминил, что вторжение является нарушением Устава ООН. Он также сказал, что 40 % украинцев нуждаются в гуманитарной помощи и что как украинцам, так и русским остро нужен мир.
Белоруссия предложила две поправки в резолюцию. Её представитель Валентин Рыбаков заявил, что действия России не были «полномасштабным вторжением» и что если бы они были, то через пару часов Украина как страна прекратила бы существование. Он также сказал, что резолюция должна включать в себя призыв к началу мирных переговоров. Выступавший следом представитель России сказал, что игнорирование всего, что предшествовало 24 февраля 2022 года, это попытка коллективного Запада скрыть реальные причины конфликта.
На следующий день прения продолжились. Министр иностранных дел Бельгии подчеркнул, что Запад не хотел этой войны и не воюет с Россией. Министр заявил, что распространяемые Россией сведения не подкреплены фактами.
Генассамблея отклонила обе предложенные Белоруссией поправки. По итогам голосования резолюция ES-11/6 была принята при поддержке 141 страны, против проголосовали 7 делегаций, и 32 государства воздержались.

### 24 февраля 2025 года
Чрезвычайная специальная сессия возобновилась 24 февраля 2025 года по просьбе представителей Польши и Украины. Поводом была третья годовщина вторжения России на Украину. Участникам были предложены два проекта резолюции: один был внесён 53-мя странами, а другой США.
Открывая сессию, вице-президент Генеральной Ассамблеи Франциско Хосе Да Круз подчеркнул, что она проходит на фоне начала мирных переговоров между Россией и США без участия Украины или Европы. После этого заместитель МИДа Украины Марьяна Беца представила первый проект резолюции. За него проголосовало 93 стран, 18 проголосовали против и 65 воздержались. Страны, голосовавшие против, включали Россию и США.
Второй проект, представленный США, вызвал недовольство ряда стран. В тексте был призыв к миру, но не уточнялось, кто начал конфликт и условия, на которых должен быть заключён мир. Представитель России Василий Небензя предложил добавить отсылку к «коренным причинам» конфликта, однако поправка не была принята Генассамблеей. Представитель Франции Николя де Ривьер, от имени ЕС, внёс три поправки, в которых упоминалось про полномасштабное вторжение, суверенитет и территориальную целостность Украины, а также справедливый мир в соответствии с Уставом ООН. Эти поправки были приняты. За проект резолюции с поправками проголосовало 93 страны, 8 стран проголосовали против и 73 страны, включая США, воздержались. Впоследствии исходный проект без поправок был принят Советом Безопасности ООН и стал Резолюцией СБ ООН 2774.